# Antoine-Xavier-Catherine de Froidefond de Bellisle
Antoine-Xavier-Catherine de Froidefond de Bellisle (5 août 1775 à Paris - 9 novembre 1862 à Paris) est un homme politique français.

## Biographie
Il entra dans l'administration et fut maître des requêtes au conseil d'État sous la Restauration. Après avoir échoué une première fois, le 25 février 1824, comme candidat royaliste constitutionnel, dans le 2e arrondissement de la Dordogne (Ribérac), il fut plus heureux, le 17 novembre 1827, dans la même circonscription, et fut élu député. 
Il prit place au centre gauche. Par ordonnance du 12 novembre 1828, le roi nomma Froidefond de Bellisle conseiller d'État en service extraordinaire. 
Le député de la Dordogne soutint le ministère Martignac, combattit la politique de Polignac et fut des 221. Il obtint sa réélection, le 23 juin 1830, prêta serment au gouvernement de Louis-Philippe et ne fut pas réélu en 1831.

## Sources
- « Antoine-Xavier-Catherine de Froidefond de Bellisle », dans Adolphe Robert et Gaston Cougny, Dictionnaire des parlementaires français, Edgar Bourloton, 1889-1891 [détail de l’édition]